# Saint-Caprais, Cher
Saint-Caprais là một xã thuộc tỉnh Cher trong vùng Centre-Val de Loire miền trung Pháp.